# Harry Benham
Harry Benham (Valparaiso, 26 febbraio 1884 – Sarasota, 17 luglio 1969) è stato un attore statunitense.

## Biografia
Nato nell'Indiana, a Valparaiso, Benham si trasferì da bambino insieme alla famiglia a Chicago, città dove crebbe e studiò. Avendo una bella voce, entrò a far parte del coro della scuola locale. Nel 1904, la produzione di Peggy From Paris giunse a Chicago e Benham, all'epoca ventenne, entrò a far parte del cast. In poco tempo, riuscì a essere scelto come protagonista, ruolo che ricoprì nei seguenti tre anni.
Nel 1910, cominciò a lavorare per la casa si produzione Thanhouser Company per una serie di film di cui fu protagonista. Fu nei primi anni del Novecento che conobbe l'attrice Ethyle Cooke con cui si sposò. La coppia ebbe due bambini, Dorothy e Leland, anche loro avviati fin da piccoli alla carriera attoriale. Leland Benham, nato nel 1905, in particolare si affermò come un celebre attore bambino; la sua carriera, iniziata nel 1912, finì nel 1916, a neanche undici anni compiuti, quando i genitori lasciarono la Thanhouser Company per lavorare con altre compagnie. 
Nella sua carriera di attore cinematografico, svoltasi tutta nel periodo del muto, Benham girò circa 180 film, dal suo esordio nel 1911 fino al 1922.

### Ultimi anni
Rimasto vedovo nel 1949, si risposò nel 1953 con Doris Townsend Deppe, anche lei vedova. Si erano incontrati a Sarasota, in Florida, dove dopo il matrimonio passarono insieme gli ultimi anni nella stagione invernale, mentre d'estate vivevano nel cottage di lei nel Wisconsin. Benham morì il 17 luglio 1969 nell'ospedale di Sarasota, all'età di 85 anni.

## Filmografia
La filmografia - secondo IMDb - è completa. Quando manca il nome del regista, questo non viene riportato nei titoli
- The Old Curiosity Shop, regia di Barry O'Neil (1911)
- The Mummy (1911)
- The Regimental Ball (1911)
- Get Rich Quick (1911)
- The Rescue of Mr. Henpeck (1911)
- The Smuggler (1911)
- David Copperfield, regia di George O. Nichols[3] - cortometraggio (1911)
- The Satyr and the Lady (1911)
- Their Burglar (1911)
- The Missing Heir (1911)
- The Lady from the Sea, regia di Lucius Henderson (1911)
- The Tomboy (1911)
- Cinderella, regia di George Nichols (1911)
- She, regia di George Nichols (1911)
- The Expert's Report (1911)
- Dr. Jekyll and Mr. Hyde, regia di Lucius Henderson (1912)
- Her Ladyship's Page (1912)
- East Lynne, regia di Theodore Marston (1912)
- The Poacher, regia di Lucius Henderson (1912)
- Nicholas Nickleby, regia di George Nichols (1912)
- An Easy Mark, regia di Lucius Henderson (1912)
- The Baby Bride, regia di Lucius Henderson (1912)
- Dora Thorne, regia di George Nichols (1912)
- Jilted (1912)
- Her Secret, regia di Lucius Henderson (1912)
- Why Tom Signed the Pledge, regia di Lucius Henderson (1912)
- In Blossom Time, regia di George Nichols (1912)
- The Professor's Son, regia di Lucius Henderson (1912)
- Out of the Dark, regia di George Nichols (1912)
- Under Two Flags, regia di Lucius Henderson (1912)
- The Finger of Scorn, regia di Lloyd Lonergan (1912)
- The Portrait of Lady Anne, regia di Lloyd Lonergan (1912)
- The Merchant of Venice, regia di Lucius Henderson (1912)
- Big Sister (1912)
- The Wrecked Taxi (1912)
- When a Count Counted, regia di Lloyd Lonergan (1912)
- The Voice of Conscience (1912)
- Letters of a Lifetime, regia di Albert W. Hale (1912)
- The Warning (1912)
- Miss Robinson Crusoe (1912)
- Dotty, the Dancer (1912)
- In a Garden (1912)
- The Ladder of Life (1912)
- A Noise Like a Fortune (1912)
- In Time of Peril (1912)
- Miss Taku of Tokyo, regia di Albert W. Hale (1912)
- The Forest Rose, regia di Theodore Marston (1912)
- A Romance of the U.S.N. (1912)
- At Liberty -- Good Press Agent (1912)
- Aurora Floyd, regia di Theodore Marston (1912)
- Brains vs. Brawn (1912)
- The Repeater (1912)
- The Star of Bethlehem, regia di Lawrence Marston (1912)
- A Guilty Conscience (1913)
- The Boomerang (1913)
- The Floorwalker's Triumph (1913)
- His Uncle's Wives, regia di Lawrence Marston (1913)
- A Mystery of Wall Street (1913)
- Half Way to Reno, regia di Thomas N. Heffron (1913)
- Sherlock Holmes Solves the Sign of the Four, regia di Lloyd Lonergan (1913)
- Just a Shabby Doll (1913)
- Babies Prohibited (1913)
- The Wax Lady (1913)
- The Patriot (1913)
- The Changeling (1913)
- The Girl and the Grafter (1913)
- An American in the Making, regia di Carl Gregory (1913)
- For Another's Sin (1913)
- A Pullman Nightmare (1913)
- A Victim of Circumstances (1913)
- Mimosa's Sweetheart (1913)
- His Sacrifice (1913)
- The Head of the Ribbon Counter (1913)
- The Eye of Krishla (1913)
- King René's Daughter, regia di Eugene Moore (1913)
- For the Man She Loved (1913)
- Willie, the Wild Man (1913)
- Little Dorrit, regia di James Kirkwood (1913)
- Proposal by Proxy (1913)
- The Girl of the Cabaret (1913)
- The Medium's Nemesis (1913)
- The Spartan Father, regia di Eugene Moore (1913)
- His Last Bet (1913)
- Robin Hood, regia di Theodore Marston (1913)
- Moths, regia di Lawrence Marston (1913)
- Louie, the Life Saver, regia di Carl Gregory (1913)
- Beauty in the Seashell, regia di Carl Gregory (1913)
- The Mystery of the Haunted Hotel, regia di Carl Gregory (1913)
- The Water Cure (1913)
- The Children's Hour, regia di Eugene Moore (1913)
- He Couldn't Lose, regia di Lloyd Lonergan (1913)
- Baby's Joy Ride (1913)
- A Clothes-Line Quarrel (1913)
- What Might Have Been (1913)
- A Beauty Parlor Graduate (1913)
- An Orphan's Romance (1913)
- His Father's Wife (1913)
- Frou Frou, regia di Eugene Moore (1914)
- Their Golden Wedding (1914)
- The Runaway Princess (1914)
- Coals of Fire (1914)
- Her Love Letters (1914)
- The Elevator Man (1914)
- The Success of Selfishness (1914)
- The Golden Cross (1914)
- The Scientist's Doll (1914)
- The Miser's Reversion (1914)
- When Sorrow Fades (1914)
- Repentance (1914)
- The Musician's Daughter (1914)
- The Infant Heart Snatcher (1914)
- His Reward, regia di Frederick Sullivan (1914)
- A Woman's Loyalty, regia di Howell Hansel (1914)
- Was She Right in Forgiving Him? (1914)
- Pamela Congreve, regia di Eugene Moore (1914)
- Rivalry (1914)
- The Girl Across the Hall (1914)
- The Man Without Fear (1914)
- The Harlow Handicap (1914)
- Harry's Waterloo (1914)
- Stronger Than Death (1914)
- Gold, regia di Frederick Sullivan (1914)
- The Mettle of a Man (1914)
- The Harvest of Regrets, regia di Arthur Ellery (1914)
- The Trail of the Love-Lorn, regia di Eugene Moore (1914)
- The Rescue (1914)
- Zudora, regia di Howell Hansel e Frederick Sullivan (1914)
- Mrs. Van Ruyter's Stratagem, regia di Carroll Fleming (1914)
- Graft vs. Love (1915)
- The Heart of the Princess Marsari (1915)
- Daughter of Kings (1915)
- The Girl of the Sea (1915)
- A Freight Car Honeymoon (1915)
- The Country Girll, regia di Frederick Sullivan (1915)
- Madame Blanche, Beauty Doctor, regia di Arthur Ellery (1915)
- His Two Patients (1915)
- When the Fleet Sailed, regia di Frederick Sullivan (1915)
- When Hungry Hamlet Fled (1915)
- Helen's Babies (1915)
- The Scoop at Bellville (1915)
- The Man Inside, regia di John G. Adolfi e J.S. Schrock (1916)
- The Path of Happiness, regia di Elaine S. Carrington (1916)
- The Doll Doctor, regia di Jack Harvey (1916)
- Mignonette, regia di Winthrop Kelley (1916)
- Held for Damages. regia di Jack Harvey (1916)
- Through Flames to Love, regia di Henry MacRae (1916)
- The Capital Prize, regia di Edwin Stevens (1916)
- Her Wonderful Secret, regia di Winthrop Kelley (1916)
- A College Boomerang, regia di Winthrop Kelley (1916)
- The Heart Wrecker, regia di George Ridgwell (1916)
- Peggy and the Law, regia di George Ridgwell (1916)
- The Clever Mrs. Carter, regia di George Ridgwell (1916)
- The Little Grey Mouse, regia di Winthrop Kelley (1916)
- Her Mother's Sweetheart, regia di George Ridgwell (1916)
- Love's Masquerade, regia di Lucius Henderson (1916)
- The Angel of the Attic, regia di Francis J. Grandon (1916)
- The Girl Who Didn't Tell, regia di Robert F. Hill (1916)
- The Mischief Maker, regia di John G. Adolfi (1916)
- Toto of the Byways, regia di Lee Kohlmar (1916)
- Souls United, regia di Francis J. Grandon (1917)
- When Thieves Fall Out, regia di Jack Harvey (1917)
- The Dancer's Peril, regia di Travers Vale (1917)
- The Warfare of the Flesh, regia di Edward Warren (1917)
- When You and I Were Young
- The Last of the Carnabys, regia di William Parke (1917)
- Putting the Bee in Herbert
- The Outsider, regia di William C. Dowlan (1917)
- The Victim, regia di Joseph Levering (1917)
- Convict 993, regia di William Parke (1918)
- Cecilia of the Pink Roses, regia di Julius Steger (1918)
- The Love Craze, regia di Winthrop Kelley (1918)
- The Prey, regia di George L. Sargent (1920)
- For Love or Money, regia di Burton L. King (1920)
- The Dangerous Paradise, regia di illiam P.S. Earle (1920)
- Polly with a Past , regia di Leander De Cordova (1920)
- Hush Money, regia di Charles Maigne (1921)
- Your Best Friend, regia di William Nigh (1922)
- The Town That Forgot God, regia di Harry F. Millarde (1922)

## Spettacoli teatrali
- Peggy from Paris (Broadway, 10 settembre 1903)
- The Rainbow Girl (Broadway, 1º aprile 1918)
- The Doormat (Broadway, 7 dicembre 1922)